# صفحه نخست

صفحهٔ نخست سایت ویکی‌پدیای فارسی که به عنوان صفحهٔ اصلی از آن یاد شده‌است.

صفحهٔ نخست که به آن صفحهٔ خانه (به انگلیسی: Home page)، صفحهٔ آغازین، صفحهٔ اصلی، صفحهٔ اول نیز گفته می‌شود، یک صفحهٔ وب متعلق به یک سایت است که شامل اطلاعاتی دربارهٔ سایت و همچنین امکان اتّصال (Hyper Link) به صفحات دیگر یا اطلاعات مرتبط با موضوع سایت می‌باشد.

## هدف
صفحهٔ نخست یک سایت، معمولاً اولین صفحه‌ای از آن سایت است که یک بازدیدکننده با سرچ در موتور جستجو آن را خواهد دید و ممکن است به عنوان یک صفحهٔ ورودی سایت توجه بازدیدکنندگان را جلب کند. همچنین از صفحهٔ نخست سایت برای تسهیل دسترسی به صفحات دیگر سایت از طریق «لینک»، «جعبهٔ جستجو» یا «مطالب اخیر» استفاده می‌شود.